# Соловьёво (Псковская область)
Соловьёво — деревня в Куньинском районе Псковской области России. Входит в состав Пухновской волости.
Расположена на северо-восточном побережье озера Озерон, в 35 км к югу от райцентра Кунья и в 7 км к северу от волостного центра, деревни Пухново.

## Население
Численность населения деревни на 2000 год составляла 38 жителей.